# Christian Mauvezin
Christian Mauvezin Perna, in manchen Quellen auch Cristian Mauvezin, (* 31. März 1984 in Montevideo) ist ein ehemaliger uruguayischer Fußballspieler.

## Karriere
Christian Mauvezin begann seine Karriere Anfang der 2000er Jahre bei den CA Rentistas. 2005 spielte er bei seiner einzigen Auslandsstation beim chilenischen Klub CD Cobresal. 2006 kam er wieder in sein Heimatland zurück und lief für Villa Española auf. Mit dem Klub gelang ihm der Aufstieg aus der Segunda División in die Primera División. Im Jahr 2010 wechselte der Mittelfeldspieler in den Amateurfußball zum CA Basáñez, der im Laufe der Saison aus dem Ligaspielbetrieb ausgeschlossen wurde. Weitere Informationen über die Karriere von Mauvezin sind nicht belegt.